# 밀라노 지하철 2호선
밀라노 지하철 2호선(이탈리아어: Linea Due)은 이탈리아 밀라노에서 운행되고 있는 지하철 노선으로, ATM이 운영하고 있으며 밀라노 지하철의 노선 중 하나로 속해 있다. 이 노선은 초록색 표시로 구별되기 때문에 초록색 노선(이탈리아어: Linea Verde)이라고도 불린다.
2호선은 남쪽 교외에서 도심을 통과해 북동쪽 교외까지 이어지는데, 두 개의 다른 지선으로 나뉘어 북동부 수도권 지역까지 운행한다. 2호선에는 35개의 역이 있으며 총 길이는 39.4km이다. 2호선은 밀라노 지하철에서 가장 긴 노선이며 부분적으로나마 지상에서 운행되는 유일한 노선이기도 하다. 북부의 두 지선은 대부분 구간이 고가교 위를 달리며, 남부에 있는 아사고 지선은 지상에서 운행한다.
2호선은 밀라노 지하철에서 가장 남쪽에 위치한 역 (아사고 포룸 역)과 가장 북쪽에 위치한 역 (제사테 역)을 가지고 있다.

## 역사

밀라노 지하철 2호선 노선도

1969년 9월 27일, 2호선의 첫번째 구간인 '카이아초' - '카시나 고바' 구간이 개통되었다.
2호선의 도시 연결 구간은 원래 고속 트램노선인 '리네 첼레리 델라다' (Linee celeri dell'Adda→아다 고속선)의 일부로 지어졌는데, 이 노선은 1968년 개통되어 '치미아노'에서 '고르곤촐라'까지 운행하였다. 몇 년 뒤 1972년 이 구간은 새롭게 생긴 지하철 노선 (2호선)에 포함되었다. 이후 1985년에는 고르곤촐라 역에서 현재 종착역인 제사테 역까지 연장되기도 했다.
2005년 3월과 2011년 2월에는 각각 남부의 아비아테그라소, 아사고 밀라노피오리 포룸 역으로 향하는 두 개의 지선이 개통되었다.

### 개통 역사
| 개통 날짜        | 구간                                        |
| ---------------- | ------------------------------------------- |
| 1969년 9월 27일  | 카이아초 - 카시나 고바                      |
| 1970년 4월 27일  | 카이아초 - 첸트랄레                         |
| 1971년 7월 12일  | 첸트랄레 - 포르타 가리발디                  |
| 1972년 12월 4일  | 카시나 고바 - 고르곤촐라                    |
| 1978년 3월 3일   | 포르타 가리발디 - 카도르나                  |
| 1981년 6월 7일   | 카시나 고바 - 콜로뇨 노르드                 |
| 1983년 10월 30일 | 카도르나 - 포르타 제노바                    |
| 1985년 4월 13일  | 고르곤촐라 - 제사테, 포르타 제노바 - 로몰로 |
| 1994년 11월 1일  | 로몰로 - 파마고스타                         |
| 2005년 3월 17일  | 파마고스타 - 아비아테그라소                 |
| 2011년 2월 20일  | 파마고스타 - 밀라노피오리 포룸              |

## 운행 차량
2호선의 운행 차량에는 두 종류가 있다. 먼저 ET245 차량은 1969년 노선 개통과 함께 도입되어 2호선에서 처음으로 운용되었다. 이 시리즈는 시내와 교외 구간, 이 두 가지의 다른 버전으로 나뉘어 들어왔다. 전자의 차량은 8개의 출입문과 일반적인 수의 좌석을 가진 반면, 후자의 차량은 오직 6개의 출입문과 더 많은 수의 좌석을 가지고 있었다.
기존에 운행되던 ET245 차종은 아직도 2호선에서 운행되고 있으며, 이 중에서 일부 차량은 최근 몇 년 간 새 것으로 교체되어 왔다.
두번째 운행 차종은 새롭게 만들어진 안살도브레다 메네기노 (AnsaldoBreda Meneghino) 차량이다. 2009년 4월 첫 번째 차량이 도입되었으며, 앞으로 몇 년 동안 오래된 차량들을 완전히 대체해 나갈 예정이다.

## 연장 계획
현재 콜로뇨 역에서 북쪽 방향으로 비메르카테까지 연장하기로 계획되어 있다.
이 새 구간은 엑스포가 개최되기 전인 2015년까지 공사가 완료될 것으로 예상되었으나, 예산 부족으로 인해 공사가 중단되었다.